# (32118) 2000 LW5
2000 أل دابليو 5 (ويعرف أيضًا باسم (32118) 2000 أل دابليو 5 وفق تسمية الكوكب الصغير) (بالإنجليزية: 2000 LW5)‏ هو كويكب ضمن حزام الكويكبات؛ وترتيبه 32118 من حيث الاكتشاف.
اكتُشف هذا الجُرم الفلكي بواسطة جون بروفتون في 6 يونيو 2000.

## وصلات خارجية
- (32118) 2000 LW5 في قاعدة بيانات مختبر الدفع النفاث لأجرام النظام الشمسي الصغيرة

- الاكتشاف · مخطط المدار ·  العناصر المدارية · المعلمات المادية

- (32118) 2000 LW5 على موقع ويكي سكاي: DSS2, SDSS, GALEX, IRAS, Hydrogen α, X-Ray, Astrophoto, Sky Map, Articles and images